# 峰山駅
峰山駅（みねやまえき）は、京都府京丹後市峰山町にある、WILLER TRAINS（京都丹後鉄道）宮津線の駅である。駅番号はT19。「宮豊線」の愛称区間に含まれている。
2014年に京丹後市の「駅の愛称選定委員会」で公募を経て決定した愛称は「羽衣天女の里駅」。

## 歴史
- 1925年（大正14年）11月3日：鉄道省（→国鉄）が丹後山田駅（現・与謝野駅）から当駅まで延長され、開業[1]。
- 1926年（昭和元年）12月25日：国有鉄道が網野駅まで延伸開業し、中間駅となる[1]。
- 1980年（昭和55年）7月1日：貨物の取り扱いを廃止[3]。
- 1984年（昭和59年）2月1日：荷物扱い廃止[3]。
- 1987年（昭和62年）4月1日：国鉄分割民営化により、西日本旅客鉄道（JR西日本）の駅となる[1][3]。
- 1990年（平成2年）4月1日：北近畿タンゴ鉄道への宮津線移管により、同鉄道の駅となる[1]。
- 2015年（平成27年）4月1日：WILLER TRAINSへの移管により、京都丹後鉄道宮豊線の駅となる。

## 駅構造

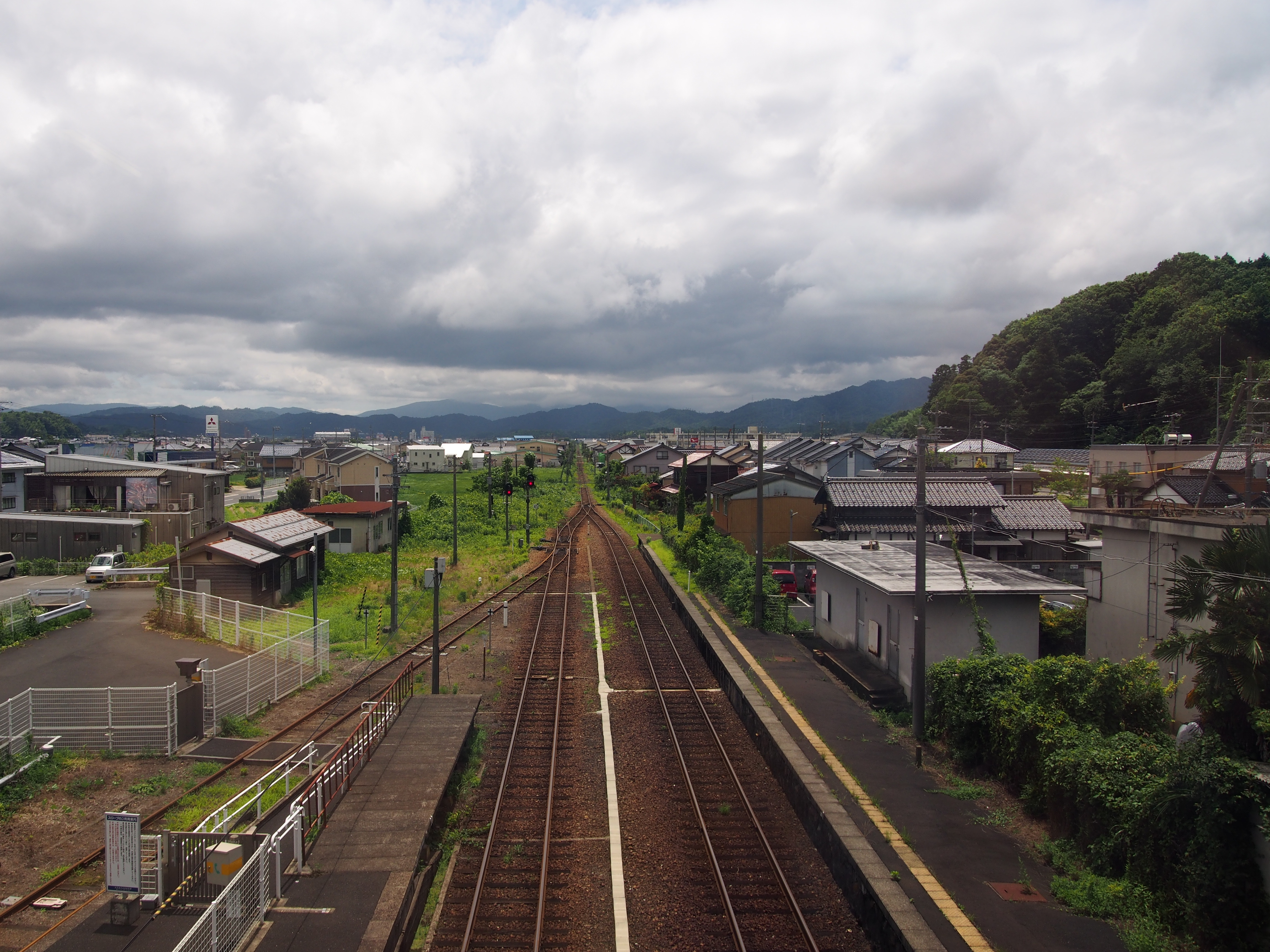
構内（2019年7月、跨線橋から）

単式・島式の複合型2面3線のホームを持ち、列車交換が可能な橋上駅である。自動券売機設置。1番のりばが単式ホーム、2・3番のりばが島式ホームである。駅舎は、丹後ちりめん発祥の地にちなんで、機織り機をモチーフとしたものとなっている。
窓口では硬券の入場券・乗車券（丹鉄線内・JR線直通）・自由席特急券を購入することが可能。窓口に常備されていないきっぷ類は補充券を発行する。
丹鉄線内に15駅ある有人駅の一つであるが簡易委託駅であり、早朝と夜間は無人となる。無人時間帯は1番のりば側面の身障者用出入口が常時開放される。
2011年3月に2・3番のりば側に身障者用スロープが完成した。事前予約が必要で、駅営業時間に利用できる。
かつては第3セクターの駅としては珍しく、キヨスクが設置されていたが、2015年3月19日をもって閉店、撤去された。

### のりば
| のりば | 路線    | 方向 | 行先                   | 備考                    |
| ------ | ------- | ---- | ---------------------- | ----------------------- |
| 1      | ■宮豊線 | 下り | 網野・久美浜・豊岡方面 |                         |
| 2・3   | ■宮豊線 | 上り | 天橋立・宮津方面       | 3番のりばは一部列車のみ |

上記の路線名は旅客案内上の名称（愛称）で記載している。
付記事項
- 3番のりばを使って列車の待避や折り返しが可能であり、西舞鶴発の普通列車のうち1本がこの駅で折り返している。

## 利用状況
1日の平均乗車人員は以下の通りである。利用者はかなり多く、京都丹後鉄道の単独駅では3位。
| 乗車人員推移 | 乗車人員推移 |
| 年度         | 1日平均人数  |
| ------------ | ------------ |
| 1999         | 279          |
| 2000         | 271          |
| 2001         | 288          |
| 2002         | 411          |
| 2003         | 408          |
| 2004         | 400          |
| 2005         | 384          |
| 2006         | 369          |
| 2007         | 328          |
| 2008         | 252          |
| 2009         | 245          |
| 2010         | 288          |
| 2011         | 309          |
| 2012         | 312          |
| 2013         | 300          |
| 2014         | 288          |
| 2015         | 317          |
| 2016         | 285          |
| 2017         | 288          |
| 2018         | 266          |
| 2019         | 279          |

## 駅周辺

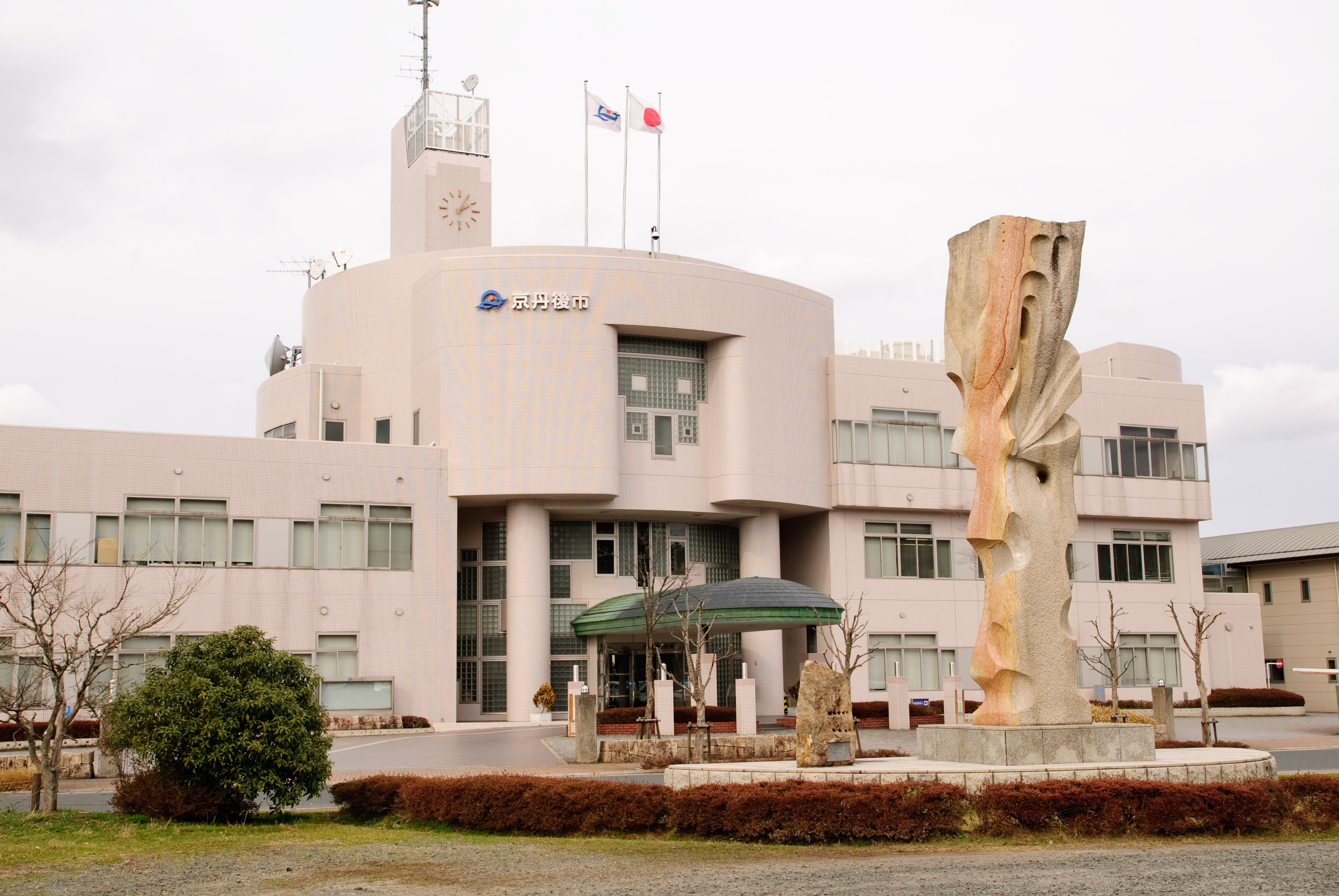
京丹後市役所

峰山は丹後ちりめんの発祥の地として知られる。また、元南海ホークス（現・福岡ソフトバンクホークス）の野村克也捕手（後に南海・ヤクルト・阪神・楽天監督）が在籍していた、京都府立峰山高等学校があることでも知られている。野球場は駅南西側にある総合公園内にあり、「京丹後夢球場」という愛称が付いている。
- 京丹後市役所（旧・峰山町役場）
- 京都労働局丹後労働基準監督署
- 大阪国税局峰山税務署
- ハローワーク峰山
- 京丹後市消防本部
- 京丹後警察署峰山交番
- 京都府丹後文化会館
- 峰山杉谷郵便局
- 峰山総合公園
  - 峰山球場（愛称：京丹後夢球場[6]）
- にしがき駅前店
- ゴダイドラッグ峰山杉谷店
- フレッシュバザール峰山パーク店
- 京都北都信用金庫峰山中央支店
- 京都銀行峰山支店
- 京都府立峰山高等学校
- グローアンドグロー
  - ニコニコレンタカー京丹後峰山店
- 京丹後コミュニティ放送
- 扇谷遺跡
- 国道482号
- 京都府道656号間人大宮線

2006年8月には行政や地元経済界などからの要望を受けニッポンレンタカー峰山営業所がオープンした ものの、2009年8月に撤退した。後の2011年12月、ニコニコレンタカー京丹後峰山店がオープンした。

## バス路線
駅前ロータリーに丹後海陸交通「峰山駅」停留所があり、下記へ向かう各路線が発着する。
- 高速バス（大阪線）[9]
  - 新大阪駅（※一部は阪急三番街高速バスターミナル（梅田）まで）

- 路線バス
  - 峰山線：野田川丹海前
  - 海岸線：マイン前 / 経ヶ岬
  - 丹後峰山線：マイン前 / 経ヶ岬
  - 間人循環線：峰山 / 峰山駅（循環）
  - 峰山四辻線：四辻
  - 峰山延利線：峰山 / 小町公園

備考
- 高速バスの間人（）方面は降車専用。

## 隣の駅
WILLER TRAINS（京都丹後鉄道）
■宮豊線（宮津線）
- 特急「はしだて」「たんごリレー」停車駅

快速「丹後路」（下りのみ運転）・普通
京丹後大宮駅 (T18) - 峰山駅 (T19) - 網野駅 (T20)